# مانويل أغوستين
مانويل أغوستين (بالإسبانية: Manuel Agustín)‏ هو لاعب هوكي الحقل إسباني، ولد في 12 أبريل 1912، وتوفي في 24 مارس 1997.

## وصلات خارجية
- مانويل أغوستين على موقع أوليمبيديا (الإنجليزية)